# Liste der Baudenkmale in Wustrow (Mecklenburgische Seenplatte)
In der Liste der Baudenkmale in Wustrow sind alle denkmalgeschützten Bauten der Gemeinde Wustrow (Mecklenburg-Vorpommern) und ihrer Ortsteile aufgelistet. Grundlage ist die Veröffentlichung der Denkmalliste des Landkreises Mecklenburg-Strelitz mit dem Stand vom 18. März 2011.

## Baudenkmale nach Ortsteilen

### Wustrow
| ID | Lage                  | Bezeichnung                                    | Beschreibung | Bild                                           |
| -- | --------------------- | ---------------------------------------------- | ------------ | ---------------------------------------------- |
|    | Dorfstraße 51 (Karte) | Pfarrhaus                                      |              |                                                |
|    | Dorfstraße 55 (Karte) | Bauernhaus                                     |              |                                                |
|    | Dorfstraße 56 (Karte) | Fachwerkscheune                                |              |                                                |
|    | (Karte)               | Kirche mit Westportal der ehem. Friedhofsmauer |              | Kirche mit Westportal der ehem. Friedhofsmauer |
|    |                       | Kriegerdenkmal 1914/1918                       |              |                                                |

### Canow
| ID | Lage                                   | Bezeichnung                                        | Beschreibung | Bild |
| -- | -------------------------------------- | -------------------------------------------------- | ------------ | ---- |
|    | Canower Allee 26                       | Holzstammpumpe (links neben Nr. 24)                |              |      |
|    | Canower Allee 28/30 (Karte)            | Landarbeiterwohnhaus mit Stall                     |              |      |
|    | Canower Allee 32 (Karte)               | Schleusenwärterhaus mit Stall                      |              |      |
|    | Canower Allee 38 (Karte)               | Gutshaus                                           |              |      |
|    | Canower Allee 45 (Karte)               | Wohnhaus (ehem. Ölmühle)                           |              |      |
|    | Canower Allee 47 (Karte)               | Wohnhaus                                           |              |      |
|    | Canower Allee 49 / Wiesenweg 3 (Karte) | Forsthof mit Wohnhaus und zwei ehem. Ställen       |              |      |
|    |                                        | Friedhof, Rest einer Grabeinfassung mit Davidstern |              |      |

### Drosedow
| ID | Lage                       | Bezeichnung                                             | Beschreibung | Bild           |
| -- | -------------------------- | ------------------------------------------------------- | ------------ | -------------- |
|    | Dorfstraße 28 (Karte)      | Gutshaus                                                |              |                |
|    |                            | Gutspark                                                |              |                |
|    | (Karte)                    | Restaurierte Allee und Platzgestaltung vor dem Gutshaus |              |                |
|    | nördl. Ende der Dorfstraße | Gutsverwalterhaus                                       |              |                |
|    | (Karte)                    | Kirche mit Mausoleum von Mitzlaff                       |              | Weitere Bilder |

### Neu Canow
| ID | Lage             | Bezeichnung              | Beschreibung | Bild |
| -- | ---------------- | ------------------------ | ------------ | ---- |
|    | auf dem Friedhof | Kriegerdenkmal 1939/1945 |              |      |

### Seewalde
| ID | Lage    | Bezeichnung                                         | Beschreibung                                                                                                 | Bild                           |
| -- | ------- | --------------------------------------------------- | --- | ------------------------------ |
|    | (Karte) | Herrenhaus und Park der ehemaligen Gutsanlage       | 1-geschossiger Putzbau mit 2-geschossigem Zwerchgiebel (um 1904)                                             |                                |
|    |         | Wohn- und Wirtschaftsgebäude einschließlich Torhaus | 2-geschossige Putzbauten mit Sockelgeschoss, Walmdach und rundem, 4-geschossigem Turmbau (1930–1950er Jahre) |                                |
|    |         | Wasserturm und ehem. Turnhalle                      | 5-geschossiger Turm mit Satteldach                                                                           | Wasserturm und ehem. Turnhalle |
|    |         | Schulbau                                            | 1- und 2-geschossiger Putzbau mit Walmdach (1959/1960)                                                       |                                |